# 下村冨士男
下村 冨士男（しもむら ふじお、1907年4月7日 - 1970年10月4日）は、日本史学者、東京大学文学部名誉教授。

## 略歴
1932年東京帝国大学文学部国史学科卒、1937年外務省嘱託として『大日本外交文書』を編纂、旧制高知高校教授、名古屋大学文学部助教授を経て、1956年東大国史学科助教授、1959年米国ミシガン大学客員教授、1960年教授、1968年定年退官、愛知県立大学教授となるが、1970年死去。東大文学部最初の近代史専攻の教官で、外交史を専門とした。
下村冨士男は反共産主義として知られていたため、東大国史学科赴任には反対の声があったという。

## 著書
- 『明治維新の外交』大八洲出版, 1948
- 『日本史の人びと6 明治の人びと』筑摩書房 1958
- 『明治初年条約改正史の研究』吉川弘文館 1962
- 『高校日本史講義』三省堂 1962
- 『日本史精義』培風館 1965
- 『近代の戦争第2 日露戦争』人物往来社 1966
- 『日本全史第9 近代第2』東京大学出版会 1968
- 『明治のあけぼの 明治・大正時代』ポプラ社(日本の歴史)1969

### 共編著
- 『日本百科年表』大久保利謙共編 朝倉書店 1956
- 『国史文献解説 遠藤元男共編 朝倉書店 1957
- 『明治文化資料叢書第4巻 外交編 琉球処分』風間書房 1962
- 『国史文献解説 続』遠藤元男 朝倉書店 1965
- 『日本歴史シリーズ第19巻 日清・日露戦争』　世界文化社 1967
- 『日本文学の歴史第9巻 近代の目ざめ』伊藤整共編 角川書店 1968
- 『日本文学の歴史第10巻 和魂洋才』吉田精一共編 角川書店 1968
- 『日本文学の歴史第11巻 人間賛歌』稲垣達郎共編 角川書店 1968